# 海因茨·普呂弗
恩斯特·保羅·海因茨·普呂弗（德語：Ernst Paul Heinz Prüfer，1896年11月10日—1934年4月7日）是一名德國猶太數學家。他的主要貢獻在於阿貝爾群、圖論、代數數、紐結理論和史特姆-萊歐維爾理論。
1915年，他開始在柏林的大學學習數學、物理和化學。之後，他在柏林大學開始攻讀博士學位，導師是伊賽·舒爾。1921年，他獲得了博士學位。他的論文名為《有限階元素的無限阿貝爾群》（Unendliche Abelsche Gruppen von Elementen endlicher Ordnung），這篇論文奠定了他在阿貝爾群上的貢獻。1922年，他與數學家保羅·克伯一起在耶拿大學工作，1923年他獲得終身教職，並在這所大學工作到1927年。同年，他轉到明斯特大學工作，直到逝世。他的最後一部著作是關於投影幾何，但這部著作是由他的學生古斯塔夫·弗萊德曼（Gustav Fleddermann）和戈特弗里德·柯綏在死後完成的。
普呂弗已婚，但從未生育。1934年，他因肺癌早逝於明斯特，享年37歲。

## 外部連結
- 約翰·J·奧康納; 埃德蒙·F·羅伯遜, ,  （英语）
- 海因茨·普呂弗在數學譜系計畫的資料。